# Cappelle-la-Grande

Cappelle-la-Grande este o comună în departamentul Nord, Franța. În 1 ianuarie 2022 avea o populație de 7.865 de locuitori.